# Ernstichthys anduzei
Ernstichthys anduzei är en fiskart som beskrevs av Fernández-yépez, 1953. Ernstichthys anduzei ingår i släktet Ernstichthys och familjen Aspredinidae. Inga underarter finns listade i Catalogue of Life.